# El erizo (película)
El erizo (título original en francés Le hérisson, también titulada El encanto del erizo en América) es una película francesa dirigida por Mona Achache y estrenada en su país de origen en el 2009. El filme está basado en el libro de Muriel Barbery llamado La elegancia del erizo.

## Argumento
Cuenta la historia de Paloma Josse (Garance Le Guillermic), una niña muy inteligente de once años que, desencantada por lo que cree que le depara el futuro, decide suicidarse el día de su duodécimo cumpleaños.  Paloma comienza a documentar su entorno con una vieja filmadora que le da su padre, explicando de ese modo el motivo de su decisión. A través de la lente de su cámara empieza a conocer a la portera del edificio en el que vive, Renée Michel (Josiane Balasko), a quien la niña describe como un erizo, y a Kakuro Ozu (Togo Igawa), el nuevo propietario de un apartamento, con los que entabla amistad.

## Recepción
La película fue estrenada en Francia el 3 de julio de 2009, consiguiendo un gran éxito de crítica y público, y alcanzando una recaudación total cercana a los 11 millones de euros. En España, donde se estrenó el 11 de diciembre, fue premiada en la Semana Internacional de Cine de Valladolid. En Estados Unidos fue presentada en el Festival Internacional de Cine de Seattle, donde recibió el galardón que concede el público y fue además premiada por el Círculo Femenino de Críticos de Cine de Estados Unidos. El Erizo fue la película triunfadora del Festival Internacional de Cine de El Cairo donde recibió hasta cuatro premios, incluido el de mejor directora, para Mona Achache.

## Reparto
| Actor                 | Personaje                         |
| --------------------- | --------------------------------- |
| Josiane Balasko       | Renée Michel                      |
| Garance Le Guillermic | Paloma Josse                      |
| Togo Igawa            | Kakuro Ozu                        |
| Anne Brochet          | Solange Josse (madre de Paloma)   |
| Ariane Ascaride       | Manuela López                     |
| Wladimir Yordanoff    | Paul Josse (padre de Paloma)      |
| Sarah Lepicard        | Colombe Josse (hermana de Paloma) |
| Jean-Luc Porraz       | Jean-Pierre                       |